# Lezioni di ballo
Lezioni di ballo (How to Dance - Plus Fire House Five Plus Two) è un film del 1953 diretto da Jack Kinney. È un cortometraggio animato della serie Goofy, prodotto dalla Walt Disney Productions, uscito negli Stati Uniti il 11 luglio 1953 e distribuito dalla RKO Radio Pictures. A partire dagli anni novanta è più noto come Pippo e il ballo - Con i cinque pompieri più due.

## Trama
Un narratore spiega che la danza è praticata fin dai tempi antichi, ma che oggi alcuni sono così inibiti da non voler più danzare: infatti Pippo non vuole ballare, nonostante altri lo invitino, così il narratore lo convince a imparare. Pippo allora cerca di imparare prima mettendo sul pavimento delle sagome di piedi di carta, poi con un manichino e infine frequentando una scuola di ballo. Pippo infine va a ballare con una donna, ma appena inizia la musica, la pista viene invasa da numerosi ballerini e Pippo si ritrova costantemente picchiato.

## Distribuzione

### Edizioni home video

#### VHS
- Come divertirsi con Paperino & C. (febbraio 1986)[1]
- Serie oro – Pippo pasticci e simpatia (febbraio 1987)[2]
- Come divertirsi con Paperino & c. (gennaio 1990)[4]
- Pippo superdetective (marzo 1994)[3]

#### DVD
Il cortometraggio è incluso nei DVD Walt Disney Treasures: Pippo, la collezione completa ed Extreme Music Fun.